# Regierung Stanischew
Das Kabinett Stanischew stellt die 86. Regierung Bulgariens dar und war 2005 bis 2009 im Amt. Sie wurde nach den Parlamentswahl in Bulgarien 2005 mit dem Mandat der drittstärksten Kraft im Parlament Bewegung für Rechte und Freiheiten gebildet und von Ministerpräsident Sergei Stanischew angeführt. Das Kabinett wurde nach den Parlamentswahl 2009 abgewählt. Sie war bis zum 27. Juli 2009 im Amt. Ihr folgte die Regierung Borissow I.

## Kabinett
Das Kabinett wurde von Sergei Stanischew sowie von Politikern der Bulgarischen Sozialistischen Partei, der Nationalbewegung Simeon II, der Bewegung für Rechte und Freiheiten und einem unabhängigen Experten gebildet. Die Verteilung der Minister erfolgt nach einem Quotenprinzip von 8: 5: 3: 1.

### Anfangskabinett
- Ministerpräsident: Sergei Stanischew
- Stellvertretende Ministerpräsidenten: Iwajlo Kalfin, Emel Etem Toschkowa, Daniel Waltschew
- Minister für Inneres: Rumen Petkow (BSP)
- Finanzminister: Plamen Orescharski (parteilos)
- Außenminister: Iwajlo Kalfin (BSP)
- Minister für Wirtschaft und Energie: Rumen Owtscharow (BSP)
- Verteidigungsminister: Wesselin Blisnakow (NDSV)
- Minister für Bildung, Jugend und Wissenschaft: Daniel Waltschew (NDSV)
- Justizminister: Georgi Petkanow (NDSV)
- Europaminister: Meglena Kunewa (NDSV)
- Minister für Arbeit und Sozialpolitik: Emilija Maslarowa (BSP)
- Minister für Landwirtschaft und Wälder: Nihat Kabil DPS
- Minister für regionale Entwicklung und Infrastruktur: Assen Gagaussow (BSP)
- Minister für Verkehr: Petar Mutaftschiew (BSP)
- Minister für Umwelt und Gewässer: Dschawet Tschakarow (DPS)
- Minister für Gesundheit: Radoslaw Gajdarski (BSP)
- Minister für Kultur: Stefan Danailow (BSP)
- Minister für Staatsadministration und administrative Reform: Nikolaj Wassilew (NDSV)
- Minister ohne Geschäftsbereich: Emel Etem Toschkowa (DPS)

### Kabinettsumbildungen
Die erste Umbildung erfolgte im Dezember 2006 mit dem Beitritt Bulgariens zur EU und der Ernennung von Meglena Kunewa zur EU-Kommissarin für Verbraucherschutz. Ihren Platz als Europaministerin nahm im März 2007 Gergana Pasi ein.
Die Zweite Umbildung erfolgte im Juli 2007 mit der Auswechselung zweier Minister. Neuer Minister für Wirtschaft und Energie wurde Petar Dimitrow (BSP), neue Justizministerin Miglena Tatschewa (NDSV) sowie die Umstrukturierung des Ministeriums für Landwirtschaft und Wälder in Ministerium für Landwirtschaft und Lebensmittel mit Nihat Kabil als Minister.
Die Dritte Umbildung erfolgte im April 2008 mit der Auswechselung von vier Ministern. Neuer Innenminister wurde Michail Michow (BSP), neuer Verteidigungsminister Nikolaj Zonew (NDSV), neuer Minister für Landwirtschaft und Lebensmittel Waleri Zwetanow (DPS), neuer Gesundheitsminister Ewgenij Schelew (BSP). Darüber hinaus wurde Meglena Plugtschiewa (BSP) vierte Stellvertreterin des Ministerpräsidenten.